# Alfred Andreesen
Alfred Theodor Andreesen (* 3. Februar 1886 in Verden; † 3. Oktober 1944 in Fulda) war ein deutscher Reformpädagoge und Nachfolger von Hermann Lietz in dessen Landerziehungsheimen.

## Biographie
Der Kaufmannssohn studierte ab 1905 Mathematik, Physik, Biologie und Philosophie in Tübingen, Berlin, Göttingen und Halle (Saale). Während seines Studiums wurde er Mitglied beim Verein Deutscher Studenten Tübingen. Nach seiner Promotion wurde er 1909 Lehrer im Landerziehungsheim Ilsenburg. Seit dem 1. Oktober 1911 war er Lehrer und stellvertretender Leiter des Landerziehungsheims Schloss Bieberstein in Hessen. Am Ersten Weltkrieg nahm er als Leutnant in einem Reserve-Feldartillerie-Regiment teil. 1919 übernahm er aufgrund testamentarischer Verfügung von Hermann Lietz (1868–1919) die Oberleitung der Hermann-Lietz-Schulen. Deren Heime überführte er 1920 in die neu eingerichtete Stiftung „Deutsche Landerziehungsheime Hermann Lietz-Schulen“. Er gründete neue Landerziehungsheime: 1923 Schloss Ettersburg in Thüringen, 1924 Schloss Buchenau in Hessen, 1928 die HLS auf der Insel Spiekeroog und 1941 Schloss Hohenwehrda in Hessen. Er bewahrte und führte das Erbe von Hermann Lietz fort.
Da Andreesen Oberleiter der Landerziehungsheime in der Weimarer Republik und der Zeit des Nationalsozialismus war, ist seine Führung der Heime umstritten und wird erforscht. So zieht etwa Jürgen Oelkers ganz generell den Schluss, dass „…die Lietzschen Landerziehungsheime unter der Leitung von Alfred Andreesen sehr schnell nationalsozialistisch wurden“.

## Schriften
Eine ausführliche Liste von Schriften von Andreesen findet sich bei Ralf Koerrenz.
- Die Deutschen Landerziehungsheime, Schloss Bieberstein i. d. Rhön: [s. n.], [um 1920].[5]
- Die Arbeitsschule und die Deutschen Land-Erziehungsheime, Veckenstedt a. Harz: Verlag Landwaisenheim, [1921].
- Gutachten in der Strafsache gegen von Lützow, Berlin NW 7, Georgenstr. 46a: Hensel & Co., 1926.
- Die humanistischen Bildungsziele der deutschen Landerziehungsheime, Veckenstedt a. Harz: Verlag Landwaisenheim, 1926.
- Deutsche Politik / 17. Deutsche Volkserziehung, 1926.
- Das Landerziehungsheim, Leipzig: Quelle & Meyer, 1926.
- Die Jahresarbeiten der Primaner am deutschen Landerziehungsheim Bieberstein, Veckenstedt a. Harz: Verlag. [d.] Landwaisenheim[s] Veckenstedt a. Harz, 1927.
- Das Kind, seine körperliche u. geistige Pflege von der Geburt bis zur Reife, Biedert, Philipp. – Stuttgart: F. Enke, 1927, 3. umgearb. Aufl. / hrsg. von W. Rein; P. Selter. bearb. von Alfred Andreesen; G. Aschaffenburg; F. Bennedik [u. a.] Vorhanden in Leipzig.
- Bilder aus den deutschen Landerziehungsheimen, [Veckenstedt a. H.]: [Verlag d. Land-Waisenheims], [1929].